# Francesca Caccini
Francesca Caccini (Firenze, 1587. szeptember 18. – Firenze, 1640.) olasz előadóművész, zeneszerző, költő, zenetanár. Giulio Caccini lánya. Francesca az első női zeneszerző, akinek opera került ki a tolla alól.

## Élete és munkássága
1587-ben Firenzében született és valószínűleg apja tanította zenére. Először, mint énekes lépett a közönsége elé 1600-ban, a Medici Mária és IV. Henrik francia király esküvője alkalmából rendezett ünnepségen. Természetesen Francesca is, akárcsak testvérei, a Concerto Caccini tagja volt.  Énekelt Peri Euridicéjének bemutatóján is, elsősorban az apja által írt részekben működött közre.
A Caccini család 1604-ben Párizsba látogatott, apja magával vitte lányát is. 1607-ben ment férjhez, a firenzei Camerata egyik tagjához (Giovanni Battista Signorini). Francesca 1627-ig maradt a Mediciek szolgálatában, majd az 1630-as években pár évig megint a család szolgálatában állt. Eleinte a Caccini concerto tagja volt, de később megalakította saját együttesét, testvérével Settimia Caccinivel és Vittoria Archilivel együtt Concerto delle donne néven. Érdeklődése ekkor fordult végleg a zeneszerzés felé. Számos intermédium mellett számos operát is komponált a Medicieknek. 
1625-ben jelenik meg nyomtatásban Ariosta Orlando furiosoja nyomán írt operája (a mű kedvelt opera téma volt a XVII-XVIII. században, többek között Vivaldi és Joseph Haydn is operát írt belőle). A La liberzione de Ruggiero dall’isola d’Alcina a lehendő IV. Ulászló lengyel király itáliai látogatása alkalmából került bemutatásra. A darab operatörténeti szempontból több jelentőséggel is bírt. A műben világosan elkülönülnek az áriák és a recitativók, megjelennek a formailag zárt áriák. Az alkotás elősegítette az olasz opera rövid lengyelországi virágzását. Az opera óriási sikert aratott és három évvel később Varsóban is bemutatásra került.
Közben Francesca kétszer is megözvegyült és újra férjhez ment. Harmadik férje egy szenátor volt. Mint szenátor feleség halt meg Firenze városában 1640-ben. Eredeti zeneszerző volt, képes volt kilépni apja árnyékából, kialakította saját, önálló stílusát és kora legünnepeltebb zeneszerzőnője lett. Életművét öt opera és számos intermédium alkotja, de említett operája mellett, műveinek csak egy kisebb gyűjteménye maradt fenn az Il primo libro delle muschine. A kötet kisebb egyházi és világi darabokat tartalmaz. A szerző művészete az apja által is képviselt monodikus hagyomány ápolója és tovább fejlesztője.